# Смрт свету
Смрт свету (Смрт према свету, Смрт у односу на свет, енгл. Death To The World) је православни фанзин који издају монаси манастира светог Германа Аљаског, у месту Платина у Калифорнији, који су углавном бивши панкери. Фанзин су 1994. покренули монаси Јован и Андреј.
Сами аутори кажу: ”Смрт свету је фанзин који надахњује трагање за истином и преиспитивање душе, усред модерног доба нихилизма и очајања, промовишући древне принципе последње праве побуне – умрети за овај свет и живети за други.” Први број је изашао у децембру 1994. а на насловној страници је монах са лобањом у рукама, и ручно исписан наслов „Смрт свету, последња права побуна“ а на задњој страни је натпис: „Мрзели су ме без разлога“. Фанзин је украшен иконама и садржи житија мученика, као и оригиналне песме и чланке које пишу данашњи трагаоци за истином. И поред панкерске естетике, фанзин има чисто хришћански садржај, на 20 фотокопираних страница А5 формата. Први број, рекламиран у часопису „Максимум рок енд рол“, привукао је стотине писама са свих страна света. Процењује се, да је једно време било око 50.000 примерака у оптицају. После објављивања фанзина, мноштво панкера са екстремним фризурама, тетоважама и пирсинзима, нагрнуло је у манастир Светог Германа, који је постао познат као „рокенрол лечилиште“.
Назван је Смрт свету, термином из 7. века, којим је свети Исак Сиријски подразумевао аскетску праксу одрицања страсти. „Свет је општи назив за све страсти. Страсти су следеће: љубав према богатству, жеља за поседовањем, телесна задовољства, завист, похлепа за моћ, гордост, облачење у скупу одећу..." "Речено је о свецима, да док живе они су мртви; јер живећи у телу, они не живе за тело. Види за коју од ових страсти ти живиш. Тада ћеш познати колико си жив за овај свет и колико си мртав за њега." - Свети Исак Сиријски, 7. век.
Монаси су објавили 12 бројева фанзина, након чега су престали да објављују нове бројеве. Осам година касније, фанзин су поново покренули млади чланови антиохијске цркве Светог Варнаве у месту Коста Меса у Калифорнији. Нови број је донесен монасима светог Германа на уређивање, након чега је објављен. Фанзин још увек излази и дистрибуира се на панк свиркама и андерграунд местима за изласке. Постоји и верзија фанзина на српском језику у издању манастира Студеница, и Свете горе.
Иначе, цео овај покрет, назван Деца апокалипсе, је инспирисан светим Серафимом Роузом, а настао је као мисионарска заједница првенствено за панкере и металце, јер према њиховој теорији, и православни хришћани и панкери су у побуни против света, његове испразности и извештачености. 

## Бројеви фанзина
| - Број 1 - Број 2 - Број 3 - Број 4 - Број 5 | - Број 6 - Број 7 - Број 8 - Број 9 - Број 10 - Број 11 |